# Walking in Rhythm
«Walking in Rhythm» es una canción interpretada por la banda estadounidense The Blackbyrds. Fue publicada el 28 de marzo de 1975 como el sencillo principal de su segundo álbum de estudio Flying Start.

## Galardones
| Año  | Premio         | Categoría                    | Resultado | Ref.  |
| ---- | -------------- | ---------------------------- | --------- | ----- |
| 1975 | Premios Grammy | Mejor canción Rhythm & Blues | Nominada  | [ 4 ] |

## Posicionamiento

### Gráfica semanal
| Gráfica (1975)                                   | Pico de posición |
| ------------------------------------------------ | ---------------- |
| Australia (Kent Music Report)                    | 75               |
| Canadá (RPM Top Singles)                         | 14               |
| Canadá (RPM Adult Contemporary)                  | 4                |
| Estados Unidos (Billboard Hot 100)               | 6                |
| Estados Unidos (Billboard Adult Contemporary)    | 5                |
| Estados Unidos (Billboard Hot R&B/Hip-Hop Songs) | 4                |
| Estados Unidos (Cashbox Top 100)                 | 7                |
| Nueva Zelanda (Recorded Music NZ)                | 34               |
| Países Bajos (Single Top 100)                    | 26               |
| Reino Unido (UK Singles Chart)                   | 23               |

### Gráfica de fin de año
| Gráfica (1975)                     | Pico de posición |
| ---------------------------------- | ---------------- |
| Canadá (RPM Top Singles)           | 125              |
| Estados Unidos (Billboard Hot 100) | 52               |